# Сокс (кіт)
 Кіт Сокс (англ. Socks) (15 березня 1989 — 20 лютого 2009) — улюблений вихованець сім'ї президента США Білла Клінтона під час його президентства. Колишній безхатько, після прийняття в сім'ю став улюбленцем Клінтонів у перші роки правління. Після того, як Клінтон залишив свій пост, Сокс через тривалий конфлікт із собакою Бадді проживав із колишньою секретаркою Клінтона — Бетті Керрі.

## Біографія
Сокс був прийнятий у сім'ю Клінтонів у 1991 році, після того, як він стрибнув в обійми Челсі Клінтон у той час, коли вона виходила з дому свого вчителя музики в Літл-Рок, штат Арканзас, де майбутній президентський кіт грав зі своїм кровним братом по кличці «Midnight» (англ. північ). Пізніше Midnight був прийнятий іншою сім'єю.
Коли Білл Клінтон став президентом, Сокс переїхав з родиною з особняка губернатора в Білий Дім і став головним улюбленцем Першої сім'ї. Але незабаром він втратив звання першого кота з появою «першого пса» держави, лабрадора на прізвисько «Бадді», якого Клінтон привіз у 1997 році. Сокс не виносив життя з Бадді. Він всіляко зневажав Бадді, на що Клінтон сказав: «Мені простіше помирити ізраїльтян з палестинцями, ніж здружити цих двох…». Коли Клінтон залишив Білий Дім, разом з родиною в 2001 році вони переїхали в новий будинок, але попередньо залишивши Сокса під опікою секретарки Клінтона Бетті Керрі, щоб вирішити конфлікт між вихованцями. Бадді загинув, через рік, у 2002 році, будучи збитий автобусом.

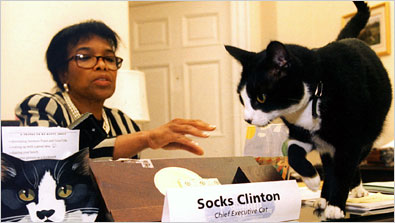
З Бетті Керрі

#### Життя з Бетті Керрі
У жовтні 2004 року Сокс з'явився на публіці у зв'язку з виступом Керрі як спікера в приватному клубі. Сокс супроводжував її і брав участь у фотосесії.
У червні 2008 року Сокс все ще жив з Бетті та її чоловіком у Голлівуді, штат Меріленд, за 80 миль від Вашингтона, але з уже наявними проблемами зі здоров'ям: випадання волосся, проблеми з нирками, втрата ваги та інші недуги.

## Смерть
У грудні 2008 року здоров'я Сокса погіршилося, мабуть, через рак, що прогресував.
Сокс був приспаний 20 лютого 2009 року в Голлівуді, штат Меріленд, після перенесеного раку щелепи. Соксу виповнилося б двадцять навесні 2009.